# Шахмани
Шахмани су насељено мјесто у Босни и Херцеговини у општини Доњи Вакуф које административно припада Федерацији Босне и Херцеговине. Према попису становништва из 1991. у насељу је живјело 209 становника.

## Становништво
По последњем службеном попису становништва из 1991. године, у насељу Шахмани живела су 218 становника. Становници су претежно били Муслимани.
| Националност | 1991.        | 1981. | 1971. |
| Муслимани    | 181 (86,60%) |       |       |
| Срби         | 28 (13,40%)  |       |       |
| Укупно       | 209          |       |       |